# Svjatohírsk
Svjatohírsk (ukrainsk: Святогі́рськ) eller Svjatogorsk (russisk: Святого́рск) er en by i Donetsk oblast, Ukraine. Den er en del af Sloviansk Kommune og ligger på bredden af floden Donets, 30 km  fra byen Sloviansk.   Svjatohirska Kloster fra det 16. århundrede ligger ved byen.
Byen  havde i 2021 en befolkning på omkring 4.309 mennesker.

## Galleri
- Svjatohirska Kloster
- Hotelgård i  Svjatohírsk